# Poquott
Poquott és una població dels Estats Units a l'estat de Nova York. Segons el cens del 2000 tenia 975 habitants.

## Demografia
Segons el cens del 2000, Poquott tenia 975 habitants, 350 habitatges, i 262 famílies. La densitat de població era de 855,6 habitants per km².
Dels 350 habitatges en un 41,4% hi vivien nens de menys de 18 anys, en un 65,4% hi vivien parelles casades, en un 6,9% dones solteres, i en un 25,1% no eren unitats familiars. En el 16,9% dels habitatges hi vivien persones soles el 4,9% de les quals corresponia a persones de 65 anys o més que vivien soles. El nombre mitjà de persones vivint en cada habitatge era de 2,79 i el nombre mitjà de persones que vivien en cada família era de 3,18.
Per edats la població es repartia de la següent manera: un 26,3% tenia menys de 18 anys, un 6,7% entre 18 i 24, un 29,6% entre 25 i 44, un 28,7% de 45 a 60 i un 8,7% 65 anys o més.
L'edat mediana era de 39 anys. Per cada 100 dones de 18 o més anys hi havia 94,3 homes.
La renda mediana per habitatge era de 99.309 $ i la renda mediana per família de 116.379 $. Els homes tenien una renda mediana de 81.665 $ mentre que les dones 50.208 $. La renda per capita de la població era de 58.455 $. Cap de les famílies i el 3% de la població estaven per davall del llindar de pobresa.

## Poblacions més properes
El següent diagrama mostra les poblacions més properes.